# Кузьменко Віталій Михайлович
Віта́лій Миха́йлович Кузьме́нко — рядовий батальйону патрульної служби міліції особливого призначення «Полтавщина» МВС України, учасник російсько-української війни.

## Життєпис
Закінчив Зіньківську ЗОШ, по тому — ПТУ, здобув професію слюсаря-ремонтника.
У 2003—2005 роках проходив строкову службу в Збройних силах України (у частинах, дислокованих у Луцьку та Львові).
2014 року прийнятий на службу до 2-го взводу 2-ї роти батальйону «Полтавщина» УМВС України в Полтавській області.
9 листопада 2014 року загинув поблизу Дебальцевого під час мінометного обстрілу терористами блокпосту українських військ — снаряд потрапив у будівлю, де перебували вояки. Тоді ж загинув молодший сержант Олександр Матійчук, ще один військовик важкопоранений.
11 листопада 2014 року похований на центральному кладовищі в місті Зіньків.
Вдома лишилися батьки та два молодших брати-близнюки.

## Нагороди
- Указом Президента України № 109/2015 від 26 лютого 2015 року, «за особисту мужність і героїзм, виявлені у захисті державного суверенітету та територіальної цілісності України, високий професіоналізм, вірність військовій присязі», нагороджений орденом «За мужність» III ступеня (посмертно).

- Нагороджений орденом «Лицарський хрест Добровольца» (посмертно).